# Daniel Kogler
Daniel Kogler (* 16. August 1988 in Amstetten) ist ein österreichischer ehemaliger Fußballspieler.

## Vereinskarriere
Kogler begann im Alter von 7 Jahren seine Karriere in der Jugend seines Heimatvereins SVU Mauer. Nachdem sich bei Mauer sein Talent herauskristallisierte, wechselte er 2002 in das Nachwuchs-Leistungszentrum (später Akademie) St. Pölten.
Nachdem er daraufhin lediglich in der Jugendliga zum Einsatz gekommen war und ihm ein Auflaufen in der Regionalliga Ost verwehrt geblieben war, nahm er im Sommer 2007 ein Angebot des SV Bad Aussee, welcher zuvor in die Erste Liga aufgestiegen war, an.
In Bad Aussee erkämpfte er sich bald einen Stammplatz und avancierte neben Adam Cichon zu einem der Lichtblicke in einer zum Teil inferior agierenden Mannschaft. Zum Ende der Saison stieg Bad Aussee sang und klanglos mit 21 Punkten Rückstand auf den rettenden 9. Tabellenrang wieder aus der Ersten Liga ab. Kogler absolvierte 24 Ligaspiele, in denen ihm 4 Torerfolge gelangen.
Nach dem Abstieg wechselte er über Vermittlung seines Freundes Denis Rizvanović nach Bosnien und Herzegowina zu FK Velež Mostar. Dort kam er zu zwei Saisoneinsätzen ohne Torerfolg, ehe er im Winter aufgrund persönlicher Gründe den Verein wieder verließ.
In der Folge absolvierte er ein Probetraining in Ungarn bei Zalaegerszegi TE FC. Dort konnte er entsprechen, wurde aber aufgrund der Tatsache, dass sich Zalaergeszeg im Frühjahr noch im Kampf um den Meistertitel befand, zur Beobachtung an den gegen den Abstieg spielenden BFC Siófok weiter vermittelt. Statt Kogler wurde in der Folge der weitaus erfahrenere Slowake Marian Sluka verpflichtet.
Unterdessen unterschrieb Kogler für ein halbes Jahr bei Siófok, bei denen er abermals in kurzer Zeit einen Stammplatz ergattern konnte. Mit Kogler spielte Siófok kurzzeitig groß auf und arbeitete sich vom letzten bis knapp vor den rettenden 14. Tabellenrang hoch. Am Ende reichte es aber nicht zum Klassenerhalt und Kogler musste seinen zweiten Abstieg in seiner noch jungen Karriere hinnehmen. Daraufhin signalisierte Zalaergeszeg Kogler unter Vertrag nehmen zu wollen, was jedoch aufgrund seiner Einberufung zum österreichischen Bundesheer scheiterte.
Wieder vereinslos, unterschrieb er im Juli 2009 einen Vertrag bei dem von Ivica Vastić trainierten, österreichischen Regionalligisten FC Waidhofen/Ybbs.
Im Sommer 2010 wechselte er in die höchste österreichische Spielklasse und unterschrieb bei LASK Linz.
Nach mehreren Wechseln beendete er 2020 seine aktive Karriere bei seinem Jugendverein Union Mauer.

## Erfolge
- 1× Meister der Regionalliga Ost 2009/10
- 2× Meister der Regionalliga Mitte 2012/13 und 2013/14